# 선행 주자
선행 주자는 야구에서 타자나 또는 1루나 2루에 있는 주자의 앞선 주자를 가르키는 단어이다.

## 설명
선행 주자는 3루에 있는 주자가 가장 앞선 주자가 된다. 타자에게는 1루 주자, 2루 주자, 3루 주자가 선행 주자가 되며 1루 주자는 2루 주자나 3루 주자가 선행 주자가 되고 2루 주자에겐 3루 주자가 선행 주자가 된다. 야구에서 후위 주자는 선행 주자를 추월할 수 없으며 후위 주자가 선행 주자를 앞지르는 경우에는 아웃이 된다. 만약 타자가 내야가 아닌 안타성 타구를 쳤지만 선행 주자가 잡히면 안타가 아닌 땅볼로 처리가 되며 내야수가 선행 주자를 잡기 위해 다른 내야수에게 던졌으나 선행 주자가 다음의 누상에서 세이프되고 타자마저도 1루에 살아나간 경우라면 타자는 안타가 아닌 야수 선택에 의한 출루가 된다. 또한 선행 주자가 후속 타자의 적시타에 의해 홈플레이트로 먼저 홈인을 하였을 경우에는 이후에 홈플레이트로 들어오는 후위 주자들한테 상황에 따라 슬라이딩을 요구하기도 한다.

## 같이 보기
- 주자
- 야구